# Вида Рагульскене
Вида Кезґалайте-Рагульскене (лит. Vyda Ragulskienė, 4 червня 1931, Клайпеда — 4 січня 2009, Каунас) — литовська фізикиня, інженерка та винахідниця. Перша жінка, що стала Dr.habil. технічних наук у Литві.

## Біографія
Народилася у сім'ї Леонаса Кезгайла-Кенставічюса (1895—1979) та Стефанії Станевічюте-Кезґайлене (1899—1984) у селі Дапшяй. Історія її родини сягає Кезґайлів XIV століття.
У 1955 році з відзнакою закінчила Каунаський політехнічний інститут. Працювала в Академії наук Литви (1958—1967). З 1967 по 1993 рік працювала у Каунаському політехнічному інституті (пізніше — Каунаський технологічний університет). Під час навчання в університеті закінчила також Вищу музичну школу Юозаса Ґруодіса (нині консерваторія). Була одружена з інженером Казімерасом Рагульскісом.

## Наукові досягнення
У 1965 захистила дисертацію кандидата технічних наук, у 1973 — докторську, а в 1977 отримала звання професора. Була співавторкою шести монографій, близько 200 статей та 97 патентів. За свою дослідницьку роботу отримала Державну премію Литовської РСР у 1983 році. Рагульскене була керівницею чи опоненткою понад 50 захищених дисертацій.
Її дослідження відкрили і пояснили явище нелінійних вібро-ударних систем. Вона узагальнила результати експериментальних, аналітичних та комп'ютерних досліджень, на освнові яких було вирішено теоретичні питання та практичне застосування вібро-ударних механізмів і пристроїв. 

## Діяльність
Переклала з англійської роботу французького історика Шарля Луї Туро Піхеля «Жемайтія: Невідомі в історії». Брала участь у зборі даних для енциклопедії «Офіцери Збройних сил Литви 1918–1953». Також готувала матеріали з історії свого села Дапшяй, звідки походить також Казимир Семенович, творець артилерійної науки та багатоступеневих ракет.